# ألبانيا خلال الحرب العالمية الأولى
كانت ألبانيا خلال الحرب العالمية الأولى دولة مستقلة حديثة، حيث أعلنت استقلالها عن الإمبراطورية العثمانية في 28 نوفمبر 1912 خلال حرب البلقان الأولى. تم الاعتراف بها من قبل القوى العظمى كإمارة ألبانيا، وذلك بعد أن تخلت الإمبراطورية العثمانية رسميًا عن جميع حقوقها فيها في مايو 1913. ومع ذلك، سرعان ما واجهت الدولة الناشئة أزمات داخلية أدت إلى تفككها. وبعد بضعة أشهر فقط من توليه الحكم، اضطر الحاكم الألماني، الأمير فيلهلم، إلى مغادرة البلاد.
مع اندلاع الحرب العالمية الأولى، عمت الفوضى في ألبانيا، حيث ثارت القبائل والمناطق المختلفة ضد الحكومة المركزية. واستغلت اليونان الوضع لتفرض سيطرتها على المناطق الجنوبية بحجة حماية الأقلية اليونانية، بدءًا من أكتوبر 1914. وفي رد فعل على ذلك، أرسلت إيطاليا، رغم حيادها الرسمي في ذلك الوقت، قواتها إلى ميناء فلوره، بينما سيطرت صربيا والجبل الأسود على المناطق الشمالية.
في عام 1915، شنت القوات المشتركة من ألمانيا والنمسا-المجر وبلغاريا هجومًا على صربيا، مما أجبر الجيش الصربي على الانسحاب عبر ممرات جبال شمال ألبانيا باتجاه البحر الأدرياتيكي. تمكنت القوات الإيطالية لاحقًا من طرد اليونانيين من جنوب ألبانيا والسيطرة على معظم أراضيها.
وفي يونيو 1916، غزت القوات النمساوية ألبانيا، وظلت القوات النمساوية-المجرية متمركزة هناك حتى نهاية الحرب. ومع حلول عام 1918، تمكنت قوات الحلفاء المتعددة الجنسيات من اختراق خطوطهم وطردهم من الأراضي الألبانية.

## خلفية تاريخية
كانت ألبانيا بلد تم إنشاؤها قبل بضعة سنوات قبل الحرب العالمية الأولى في أعقاب حروب البلقان حيث أعلنت كلاً من صربيا واليونان وبلغاريا الحرب وسعت كل دولة منهم لتحريك حدودها فوق ما تبقى من أراضي الإمبراطورية العثمانية. وهكذا غزت صربيا ألبانيا من الشمال وغزت اليونان ألبانيا من الجنوب مما قسم البلاد إلى رقعتين من الأرض تفصل بينهما المدينة الساحلية الجنوبية فلورا. ثم أعلنت ألبانيا استقلالها في عام 1912 وهي لا تزال تحت الاحتلال الأجنبي وذلك بمساعدة من الامبراطورية النمساوية-المجرية وتم تنصيب الأمير ويليام (فيلهليم الأول أمير البانيا) في 21 فبراير 1914م ووصل إلى العاصمة المؤقتة دراس في 7 مارس 1914م بصحبة العائلة المالكة. بينما أطلق عليه داخل ألبانيا الملك ويليام ولكن في الخارج أطلق عليه الأمير ويليام. وتولت قوات الدرك من الامبراطوية النمساوية- المجرية الأمن في البانيا.بينما أطلق على ويليام داخل ألبانيا لقب الملك ولكن في الخارج أطلق عليه لقب الأمير ويليام.
وفي الجزء الجنوبي من البلاد تحديدا في منطقة إبيروس الشمالية وهذه المنطقة يسكنها الكثير من اليونانيين تم احتلال هذه المنطقة من قبل الجيش اليوناني أثناء حرب البلقان الأولى (1912-1913). وقد تم بحسب «بروتوكول فلورينس» من اتفاقية لندن 1913 ضم المنطقة للدولة الألبانية المؤسسة حديثا إلا أن هذا القرار تم رفضه من قبل اليونانيين المحليين وفور خروج الجيش اليوناني من المنطقة قام السكان المحليون اليونانيون بتشكيل حكومة حكم ذاتي مستقل فيها وذلك بتأييد ضمني من الحكومة اليونانية وفي شهر مايو تم تأكيد الحكم الذاتي للمنطقة من قبل القوى العظمى وذلك بحسب بروتوكول كورفو حيث تضمنت الاتفاقية الاعتراف بأن المنطقة سيكون لها حكمها المستقل وبأنه سيتم الاعتراف بحقوق سكانها المحليين وبأنها ستكون تابعة اسميا للسيادة الألبانية وذلك في 23 يونيو.

## الحرب العالمية الأولى
بعد شهر واحد تم توقيع بروتوكول كورفو حول البانيا في 23 يونيو 1914م اندلعت الحرب في أوروبا حيث بدأت رسميا يوم 28 يوليو ودخلت البانيا في حالة من الفوضى.

### الثورة ومغادرةالأمير وليامألبانيا
بعد شهر واحد بعد قبول الأمير ويليام العرش وصل إلى العاصمة المؤقتة في دوريس7 مارس وبدأ تنظيم حكومته وتعيين تورهان باشا رئيسًا للوزراء لتشكيل أول مجلس للوزراء في ألبانيا وهذه الحكومة الأولى كان يهيمن عليها أفراد من طبقة النبلاء مثل الأميرأسعد باشا وزير الدفاع والشؤون الخارجية والأمير جورج أداميدي بيك فراتشيري وزيرالمالية والأميرعزيز باشا فيرونى وزيرالزراعة.

استقر الحكم لفترة وجيزة وسرعان ما اندلعت الثورات في وسط البانيا بعد خروج كثير من المسلمين الألبان إلى أراضي الدولة العثمانية بعد الاستقلال عنها خوفا من البطش بهم وكانت الثورات ضد رئيس الوزراء أسعد باشا وضد الهيمنة الأجنبي وفي الوقت نفسه، شجع اليونان تشكيل "حكومة مؤقتة في شمال ايبيروس في الجزء الجنوبي من البلاد وعلى الرغم من التوصل إلى اتفاق لمنح حقوق إضافية للأقلية اليونانية ولكن الجيش اليوناني تدخل واحتل جنوب ألبانيا باستثناء بيرات وكورتشي. تم تقويض موقف وليام أيضا من قبل موظفيه الخاصين به ولا سيما أسعد باشا نفسه الذين قبلوا المال من إيطاليا لتمويل التمرد والقيام بانقلاب ضد وليام وألقي القبض على أسعد باشا يوم 19 مايو 1914م ومحاكمته بتهمة الخيانة وحكم عليه بالإعدام. وتدخلت إيطاليا وأنقذت حياته وهرب إلى إيطاليا في المنفى. وباندلاع الحرب العالمية الأولى قدمت المزيد من المشاكل للأمير وليام كما طالبت الامبراطورية النمساوية-المجرية أن يرسل الجنود الالبان للقتال إلى جانبهم في الحرب. ولكنه رفض مشيرا إلى حياد ألبانيا وفقا ل معاهدة لندن. أخذ زعماء القبائل المختلفة وأمراء الحرب في السيطرة على وسط وشمال ألبانيا.وفي الجنوب دخلت القوات اليونانية وتخلى القادة المحليين عن بروتوكول كورفو.وبتدهور الاوضاع في جميع أنحاء البلاد غادر الأمير ويليام ألبانيا يوم 3 سبتمبر 1914م.

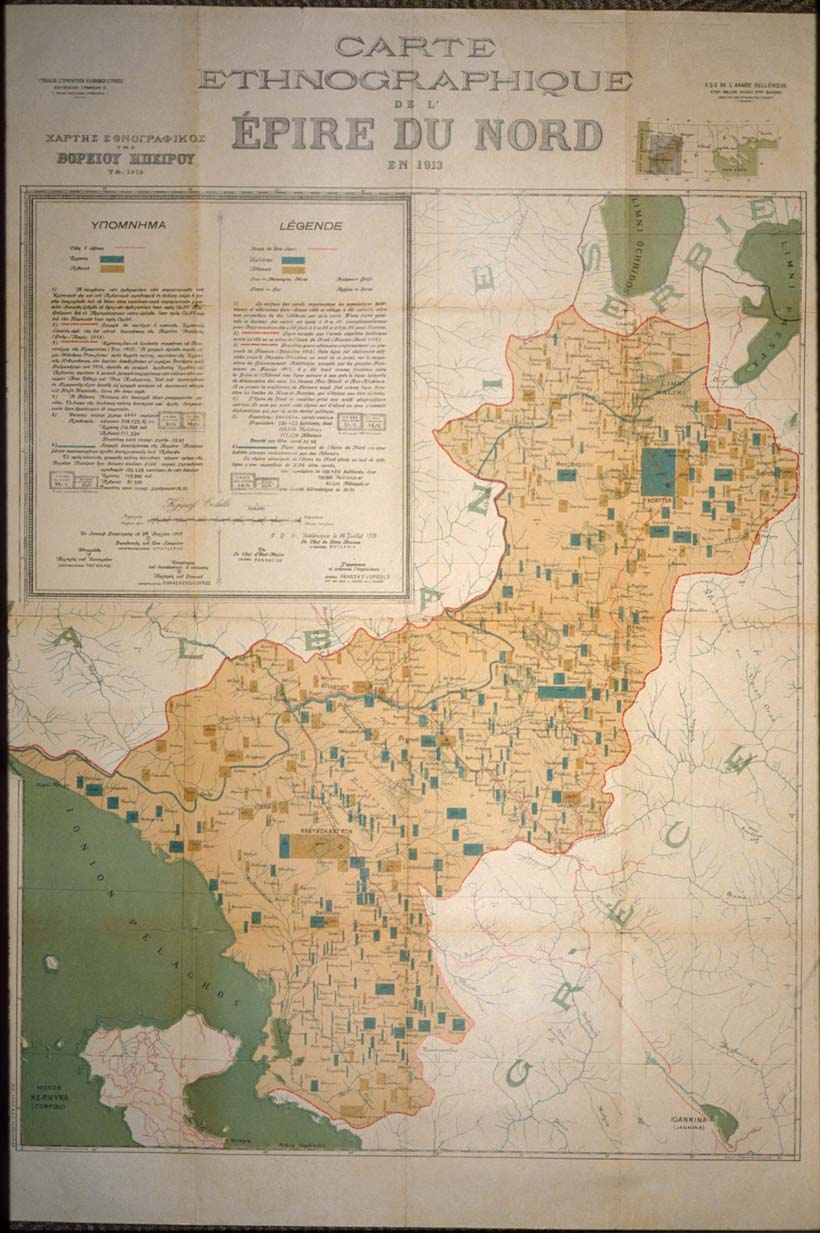
خريطة إيبيروس الشمالية

### الاحتلال اليوناني لإيبيروس الشمالية (أكتوبر 1914)
واستمرت الصراعات المسلحة المتفرقة في أنحاء البلاد تحدث على الرغم من بروتوكول  كورفو ويوم 3 سبتمبر غادر 1914م الأمير ويليام البلاد. وفي الأيام التالية شنت وحدات مسلحة هجوم على الحامية الألبانية في بيرات دون الحصول على موافقة من الحكومة المؤقتة وتمكنت من السيطرة على القلعة لعدة أيام، في حين بدأت القوات الألبانية الموالية لأسعد باشا عمليات مسلحة على نطاق صغير. أقلقت هذه الأحداث رئيس الوزراء اليوناني الفثيريوس فينيزيلوس فضلا عن إمكانية أن الوضع غير مستقر يمكن أن تمتد خارج ألبانيا مما يؤدى إلى صراع أوسع نطاقا. وفي 27 أكتوبر 1914م بعد الحصول على موافقة من القوى العظمى دخلت قوات الجيش الجيش اليوناني الي المنطقة للمرة الثانية.وانتهت الحكومة المؤقتة في إيبيروس الشمالية عن الوجود رسميا، معلنا أنه قد حققت أهدافها. وعبرت القوات اليونانية الحدود الجنوبية الألبانية في نهاية أكتوبر 1914م وتم احتلال جنوب ألبانيا رسميا باستثناء فلوري وتم إنشاء الإدارة العسكرية في يوم 27 أكتوبر 1914م. ولكن الإيطاليون لم يكونوا سعداء مع الاحتلال اليوناني وأرسلت مشاة البحرية الإيطالية لاحتلال فلوره. وفي 31 أكتوبر استولى الإيطاليون على جزيرة سازان الإستراتيجية. وفي ديسمبر قررت إيطاليا أن ألبانيا ستبقى محايدة كما جاء في مؤتمر لندن وكانت قد دخلت قوات السترات الزرقاء الإيطالية إلى فلوره مع هذا الهدف.

### انسحاب صربيا والاحتلال النمساوى-المجرى (شتاء 1915)
زادت الفوضى في شمال ألبانيا وانتقل اليونانيين إلى  الجنوب وأرسلت إيطاليا قواتها لاحتلال فلوره في حين احتلت صربيا والجبل الأسود أجزاء من شمال ألبانيا. وبفضل التحركات الدفاعية الناجحة خلال حملة صربيا ظلت القوى المركزية من ألبانيا تحت سيطرة صربيا حتى تم اقناع  بلغاريا عام 1915م في نهاية المطاف إلى دخول الحرب إلى جانب القوات النمساوية الهنغارية (المجرية) والألمان وبدأت هجومها ضد صربيا في 7 أكتوبر في حين هاجم الجيش البلغاري في 14 أكتوبر 1915م من اتجاهين مما أدى إلى تشتت الجيوش الصربية  ودخولها في حالة من الفوضى.
بعد الهجمات من طرف كلا من بلغاريا والنمسا أمر قائد الجيش الصربي المشير بوتنيك بالتراجع الكامل من الجنوب والغرب من خلال الجبل الأسود إلى ألبانيا.وكان الطقس الرهيب، الطرق الغير ممهدة ومساعدة الجيش لعشرات الآلاف من المدنيين الذين تراجعوا معهم تقريبا  وعدم وجود أي إمدادات من المؤن والغذاء بالإضافة إلى سوء الاحوال الجوية وسوء حالة الطرق والهجمات التي شنتها قوات العدو والعصابات القبلية الألبانية  بحيث كانت ظروف تراجع كارثية  ولم ينجو سوى 150.000من الصرب معظمهم من الجنود الذين وصلوا إلى ساحل البحر الأدرياتيكي وشرعت سفن الحلفاء في نقل بقايا الجيش الصربى إلى مختلف الجزر اليونانية وكثير منهم نقل إلى كورفو قبل إرسالهم إلى سالونيك.وبعد أن تم الانتهاء من إخلاء الجيش الصربي من ألبانيا في 10 فبراير 1916م في أعقاب الانسحاب الصربي ودخول جيوش النمسا وبلغاريا فإنها بذلك قد احتلت معظم ألبانيا حتى هجوم فاردار في سبتمبر 1918م.

### الاحتلال النمساوي-المجرى لألبانيا (1916-1918)
احتلت الامبراطورية النمساوية-المجرية  الجزء الأكبر من ألبانيا وجاء هذا الاحتلال بدون حرب مباشرة مع البانيا لأن الامبراطورية النمساوية وألبانيا لم تكن في حالة حرب.وتخلت الامبراطورية النمساوية عن الإدارة المحلية للألبان حيث شكلت قوات الدرك الألباني وتم فتح المدارس. وتمت ترقية وتطوير اللغة الألبانية السليمة وقواعد الإملاء للحد من التأثيرات الإيطالية. وبنوا أيضا الطرق وغيرها من البنى التحتية. وكانت أقل قرارتهم شعبية محاولة مصادرة الأسلحة التي كانت كلها بأيدى السكان الدنيين إلى الوقت الحاضر. ومع ذلك خاض عدة آلاف من الألبان الحرب إلى جانب الامبراطورية النمساوية-المجرية ضد الحلفاء.
وأنشئت أيضا الإدارة العسكرية في سكوتاري.
وكان القادة العسكريون من الامبراطورية النمساوية-المجرية:
هيرمان فون  كوفسيزا قائد الجيش الثالث (فبراير 1916 - مارس 1916).
ترولمان ايجنز قائد الفيلق التاسع عشر (مارس 1916 - أكتوبر 1917) .
لودفيغ  كونى هوراك قائد الفيلق التاسع عشر (أكتوبر 1917 - يوليو 1918).
كارل فون بفلانزر بالتين قائد الفيلق الألبانى (يوليو 1918 - أكتوبر 1918).
وكان الحاكم المدني أغسطس ريتر فون كرال.

### الاحتلال البلغاري لألبانيا (1916-1917)
في 10 ديسمبر 1915 عبر الجيش البلغاري نهر درين إلى داخل ألبانيا وهاجم مواقع للجيش الصربي عندما كان يتراجع. أولا تقدم الجيش البلغاري في وادي نهر مات مما كان يهدد بالسيطرة على شكودرا ولجه.
كان هناك تنافس بين المملكة البلغارية والامبراطورية النمساوية-المجرية على إنشاء نفوذ لهم في ألبانيا. وفي محاولة لإقامة نفوذ لها في ألبانيا قامت بلغاريا بالسماح لأحمد زوغو بإنشاء إدارته في الباسان ودعمه في محاولاته لاحياء الدعم لحكم الأمير ويليام . الغزو المزدوج من  الامبراطورية النمساوية-المجرية والمملكة البلغارية وعدم وجود دعم من مملكة صربيا و إيطاليا أجبرأسعد باشا إلى اعلان تركه جمهورية ألبانيا في 24 فبراير 1916 عندما أعلن مرة أخرى الحرب ضد الامبراطورية النمساوية-المجرية.

وفي سبتمبر 1917م قامت القوات الفرنسية بقيادة الجنرال موريس بول ساراي بهجوم ضد جيوش النمسا والمجر وبلغاريا في ألبانيا. وعلى الرغم من تحالف كل من جيوش بلغاريا والنمسا والمجر مع الألبان والتي كانت تحت قيادة هايسين نيكولاس سيطرت القوات الفرنسية على بوغراديك وإنهاء الاحتلال البلغاري لألبانيا.

احتلال ألبانيا في عام 1916.

### الحماية الفرنسية والإيطالية على جنوب ألبانيا (خريف 1916)
في مايو 1916دخل الفيلق السادس عشر الإيطالي بقوات عددها 100.000ألف رجل تحت قيادة الجنرال سيتيميو بياكينتى إلى منطقة جنوب ألبانيا وسيطر عليها بحلول خريف عام 1916. في حين احتل الجيش الفرنسي كورتشي والمناطق المحيطة بها يوم 29 نوفمبر 1916.  حيث استقرت القوات الإيطالية في غيروكاستر والقوات الفرنسية في كورتشي، ووفقا إلى التطورات  الجديدة على جبهة البلقان دخلت جمهورية ذاتية الحكم السابقة إيبيروس الشمالية (التي تسيطر عليها الأقلية اليونانية) في خريف عام 1916 إلى الأراضي الالبانية مرة أخرى بعد الموافقة على الاتفاق الثلاثي بين إيطاليا وفرنسا واليونان.
وقد تم إنشاء الجمهورية الألبانية المستقلة في كورتشي في 10 ديسمبر 1916 من قبل السلطات الفرنسية مع بروتوكول ينص على أن تنشأ في الإقليم المتمتعة بالحكم الذاتي على أراضي كورتشى وكولونيه و أوبار وغورا في شرق ألبانيا.
في 12 ديسمبر 1916 طلبت إيطاليا توضيحات من وزارة الخارجية الفرنسية من خلال سفيرها لأن قيام الجمهورية الألبانية المستقلة في كورتشي تنتهك معاهدة لندن. حيث تستخدم فرنسا سيطرة الامبراطورية النمساوية-المجرية السابقة على كورتشي لتبرير إعلان استقلال ألبانيا تحت حماية فرنسا في 3 يناير 1917 في شكودرا.
فعلت مملكة إيطاليا نفس الشئ وأعلنت ألبانيا لاستقلال تحت الحماية الإيطالية في 23 يونيو 1917 في غيروكاستر. أعلن الجنرال الايطالى جياسينتو فيريرو في ذلك اليوم هذه المنطقة تحت الحماية الإيطالية. وفي الأسابيع التالية دخلت اليونان واحتلت لونينا في إبيروس.وتم ذلك بدون التشاور مع بريطانيا أو فرنسا مسبقا وبذلك لم تعط أي اعتراف رسمي إلى الحماية الإيطالية على الجمهورية الألبانية  تحت قيادة تورهان باشا  التي كانت  تحميها 100.000ألف جندي من الجيش الإيطالي والذي اعتمد رسميا العلم الاحمر مع النسر الأسود في الوسط ولكن هذا أثار عاصفة من الاحتجاجات، حتى في داخل البرلمان الإيطالي.
```
وفي خريف عام 1918 توسع الإيطاليين في فرض حمايتهم على المزيد من الأراضي بدون إضافة أي شيء رسميا إلى ألبانيا وكان ذلك على مناطق شمال 
اليونان
 تحديدًا 
كاستوريا
 وغرب مقدونيا تحديدًا بيتولا. وفي يوم 25 سبتمبر تغلب البلغاريين والعثمانيين على الكتيبة ال35 في الجيش الايطالى وسيطروا على كروسيفو في غرب 
مقدونيا
.
```

### الجبهة المقدونية (1916-1918)
جبهة مقدونيا كانت هذه الجبهة معروفة أيضا باسم جبهة سالونيك والتي تشكلت في الحرب العالمية الأولى نتيجة محاولة من جانب دول الحلفاء لمساعدة الجيش الصربى المنسحب. حيث كان الحلفاء لهم على تحريك الجيش الصربي من كورفو إلى مناطق في اليونان حيث في نهاية المطاف تأسست جبهة مستقرة، وتمتد من ساحل البحر الادرياتيكي الألباني حتى نهر ستروما، وهجوم قوات الحلفاء ضد الجيش البلغاري الذي كان في أوقات مختلفة عزز قواته مع وحدات أصغر من قوات الامبراطورية النمساوية-المجرية المتبقية. حيث بقيت الجبهة المقدونية مستقرة تماما وعلى الرغم من التغيرات المحلية التي حدثت حتى هجوم الحلفاء الكبير في سبتمبر 1918.

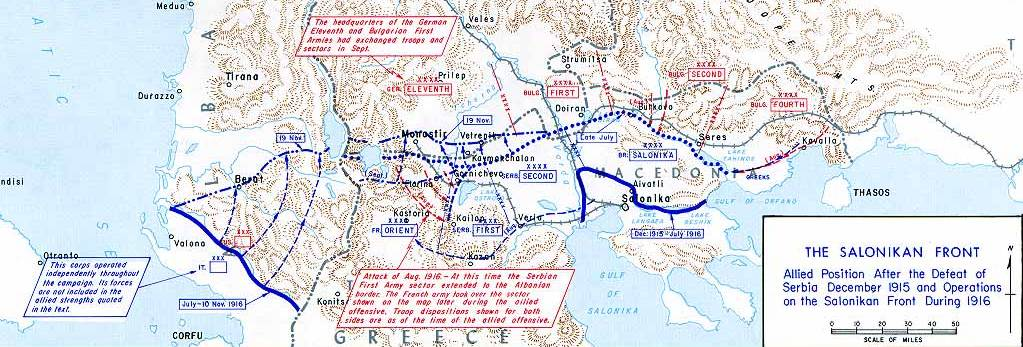
حركة الجيوش على الجبهة المقدونية

في سبتمبر 1918 اقتحمت قوات الحلفاء أخيرا خطوط دفاع القوات النمساوية المجرية في الشمال من سالونيك وخلال أيام بدأت القوات النمساوية المجرية على الانسحاب من ألبانيا. ويوم 2 أكتوبر1978م تم قصف مدينة دوريس بناء على أوامر من الجنرال الفرنسى لويس فرانشيت ديسبيرى خلال معركة دورازو. ولكن ميناء دوريس لم يتم تدميره الذي كان قد يخدم في إجلاء الجيوش البلغارية والألمانية، والمشاركة في الحرب العالمية الأولى. وعندما انتهت الحرب في 11 نوفمبر عام 1918م. وكان الجيش الايطالى كان قداحتل معظم ألبانيا. واحتلت صربيا الكثير من الجبال في شمال البلاد. واحتفظت اليونان بسيطرتها على الأراضي التي احتلتها عام 1913م  داخل حدود ألبانيا. واحتلت القوات الفرنسية كورتشي وشكودر وكذلك المناطق الأخرى ذات الكثافة السكانية الألبانية التي لا بأس بها.
وبموجب معاهدة لندن السرية التي وقعت في أبريل 1915م، وعدت دول الوفاق الثلاثي إيطاليا أنها ستكسب فلوره والأراضي المجاورة وفرض الحماية على ألبانيا في مقابل دخول الحرب ضد  الامبراطورية النمساوية-المجرية. ووعدت صربيا والجبل الأسود بكثير من الأراضي في شمال ألبانيا وكان قد وعدت اليونان بكثير من الأراضي في النصف الجنوبي للبلاد. وتركت المعاهدة ألبانياعبارة عن دولة صغيرة تكون ممثلة بإيطاليا في علاقاتها مع القوى الكبرى الأخرى.

## ألبانيا بعد الحرب العالمية الأولى
الارتباك السياسي ألبانيا المستمر في أعقاب الحرب العالمية الأولى حولها إلى بلد يفتقر إلى حكومة معترف بها وخشية الألبان أن إيطاليا و يوغسلافيا واليونان ستعمل على فشل استقلال ألبانيا وتفتيت البلاد. حيث كانت القوات الإيطالية تسيطر على النشاط السياسي الألباني في المناطق التي احتلوها. والصرب الذين يميلون إلى حد كبير في السياسة الخارجية نحو يوغوسلافيا بعد الحرب العالمية الأولى والسعى للاستيلاء على شمال ألبانيا، وسعى اليونانيين للسيطرة على جنوب ألبانيا.
حتى تدخل الرئيس الأمريكي وودرو ويلسون لمنع اتفاق باريس وأكدت الولايات المتحدة دعمها لاستقلال ألبانيا من خلال الاعتراف بمندوب ألبانيا الرسمي إلى واشنطن. وفي 17 ديسمبر 1920اعترفت عصبة الأمم بسيادة ألبانيا وضمها كعضو كامل.ومع ذلك كانت لا تزال الأوضاع على حدود البلاد غير مستقرة.  وفي هذه الأثناء كان الجيش الإيطالي قد طرد من ألبانيا من قبل قوة من المتطوعين الألبانيين خلال حرب فلورا خلال الفترة من يونيو حتى سبتمبر من عام  1920م.